# Dariusz Popiela
Dariusz Popiela est un kayakiste polonais pratiquant le slalom et né le 27 juillet 1985.

## Palmarès

### Jeux olympiques
- 2008 à Pékin,  Chine
  - 8e place en K1

### Championnats du monde de canoë-kayak slalom
- 2019 à La Seu d'Urgell,  Espagne
  -  Médaille de bronze en K-1 par équipe
- 2018 à Rio de Janeiro,  Brésil
  -  Médaille d'argent en K-1 par équipe
- 2013 à Prague,  République tchèque
  -  Médaille d'argent en K-1 par équipe
- 2006 à Prague,  République tchèque
  -  Médaille de bronze en K-1 par équipe

### Championnats d'Europe de canoë-kayak slalom
- 2023 à Cracovie  Pologne (partie des Jeux européens de 2023)
  -  Médaille d'argent en K-1 par équipe

- 2022 à Liptovský Mikuláš  Slovaquie
  -  Médaille d'argent en K-1 par équipe

- 2019 à Pau  France
  -  Médaille d'argent en K-1

- 2018 à Prague  Tchéquie
  -  Médaille d'argent en K-1 par équipe

- 2017 à Tacen  Slovénie
  -  Médaille d'argent en K-1
  -  Médaille de bronze en K-1 par équipe

- 2014 à Vienne  Autriche
  -  Médaille de bronze en K-1

- 2013 à Cracovie  Pologne
  -  Médaille de bronze en K-1 par équipe

- 2010 à Čunovo  Slovaquie
  -  Médaille d'or en K-1 par équipe

- 2008 à Cracovie  Pologne
  -  Médaille d'or en K-1 par équipe

- 2006 à l'Argentière  France
  -  Médaille d'argent en K-1 par équipe